# Sunnemo distrikt
Sunnemo distrikt är ett distrikt i Hagfors kommun och Värmlands län. Distriktet ligger omkring Sunnemo i östra Värmland.

## Tidigare administrativ tillhörighet
Distriktet inrättades 2016 och utgörs av Sunnemo socken i Hagfors kommun.
Området motsvarar den omfattning Sunnemo församling hade vid årsskiftet 1999/2000.

## Tätorter och småorter
I Sunnemo distrikt finns en tätort men inga småorter.

### Tätorter
- Sunnemo